# Назиркулов, Атхам Ахаткулович
Атхам Назиркулов Ахаткулович (род. 15 сентября 1966 года, Пскентский район, Ташкентская область, УзССР, СССР) — узбекский финансист и политик, депутат Законодательной палаты Олий Мажлиса Узбекистана.

## Биография
Атхам Назиркулов родился 15 сентября 1966 года в Ташкентской области. Окончил в 1990 году Ташкентский институт народного хозяйства.
Представляет Либерально-Демократическую партию Узбекистана. Является членом фракции движения предпринимателей и деловых людей — Либерально-демократической партии Узбекистана. В 2015 году избран депутатом Законодательной палаты Олий Мажлиса и переизбран в 2020 году. Член комитета по труду и социальным вопросам.